# 呂号第二十八潜水艦
|          |                                                                                 |
| 艦歴     |                                                                                 |
| 計画     | 大正7年度計画                                                                   |
| 起工     | 1921年11月10日                                                                  |
| 進水     | 1922年4月13日                                                                   |
| 就役     | 1923年11月30日                                                                  |
| 除籍     | 1940年4月1日                                                                    |
| その後   | 1940年4月1日廃潜第8号と仮称、潜水学校に繋留し練習艦として使用 1948年5月解体完了 |
| 性能諸元 |                                                                                 |
| 排水量   | 基準：770トン 水中：1,080トン                                                   |
| 全長     | 74.2m                                                                           |
| 全幅     | 6.1m                                                                            |
| 吃水     | 3.7m                                                                            |
| 機関     | ズルツァー式2号ディーゼル2基 電動機、2軸 水上：2,600馬力 水中：1,200馬力        |
| 速力     | 水上：17kt 水中：9kt                                                            |
| 航続距離 | 水上：10ktで6,000海里 水中：4ktで85海里                                         |
| 燃料     | 重油                                                                            |
| 乗員     | 45名                                                                            |
| 兵装     | 28口径8cm高角砲1門 7.7mm機銃1挺 53cm魚雷発射管 艦首4門                          |
| 備考     | 安全潜航深度：45.7m                                                             |

呂号第二十八潜水艦（ろごうだいにじゅうはちせんすいかん）は、日本海軍の潜水艦。呂二十六型潜水艦（海中4型）の3番艦。竣工時の艦名は第六十二潜水艦。

## 艦歴
1921年（大正10年）11月10日、佐世保海軍工廠で起工。1922年（大正11年）4月13日進水。1923年（大正12年）11月30日竣工。竣工時の艦名は第六十二潜水艦、二等潜水艦に類別。1924年（大正13年）11月1日、呂号第二十八潜水艦に改称。1938年（昭和13年）6月1日、艦型名を呂二十六型に改正。1940年（昭和15年）4月1日に除籍され、廃潜第8号と仮称、海軍潜水学校に繋留し練習艦として使用。1948年（昭和23年）5月に解体完了。
今までの海中型を改善したものだが、スルザー機関の不調により速力が低下し、日本海軍は艦隊随伴型の潜水艦を中型で実現するのは困難と判断し、大型潜水艦の海大型開発に重点を置くようになった。

## 歴代艦長
※艦長等は『日本海軍史』第9巻・第10巻の「将官履歴」及び『官報』に基づく。

### 艤装員長
- 春日末章 少佐：1922年12月1日[7] - 1923年6月20日[8]

### 艦長
- 春日末章 少佐：1923年6月20日[8] - 1924年12月1日[9]
- 道野清 大尉：1924年12月1日[9] - 1925年12月1日[10]
- 高木武雄 少佐：1925年12月1日 - 1926年12月1日
- 今和泉喜次郎 大尉：1926年12月1日[11] - 1927年4月1日[12]
- 加藤与四郎 大尉：1927年4月1日 - 1929年6月1日
- 玉木留次郎 大尉：1929年6月29日 - 1929年11月1日
- 大倉留三郎 少佐：1929年11月1日 - 1930年7月21日
- 奥島章三郎 少佐：1930年7月21日[13] - 1930年11月15日[14]
- 浜野元一 少佐：1930年11月15日[14] - 1931年12月1日[15]
- 都築登 大尉：1931年12月1日[15] - 1932年10月5日[16]
- 南里勝次 大尉：1932年10月5日[16] - 1934年3月20日[17]
- 堤繁春 少佐：1934年3月20日[17] - 1934年7月5日[18]
- 小林一 少佐：1934年7月5日 - 1935年7月3日
- 畑中純彦 少佐：1935年7月3日[19] - 1935年11月15日[20]
- 井浦祥二郎 少佐：1935年11月15日[20] - 1936年5月9日[21]
- 横田稔 少佐：1936年5月9日[21] - 1936年12月1日[22]